# سوزان هانلي
سوزان هانلي (بالإنجليزية: Susan Hanley)‏ هي مؤرخة أمريكية، ولدت في 1939.